# Архипов, Николай Михайлович
Николай Михайлович Архипов (15 декабря 1906 — ноябрь 2005) — советский и российский ветеринар. Заслуженный ветеринарный врач РСФСР (1966), лауреат Сталинской премии (1952). Член КПСС.

## Биография
Николай Михайлович Архипов родился 15 декабря 1906 года в селе Грабово (ныне Пензенская область). В 1930 году окончил ветеринарный факультет Воронежского зоотехническо-ветеринарного института, после чего работал главным ветеринарным врачом совхоза имени Нансена Аркадакского района Саратовской области. С 1936 года работал в Наркомате совхозов СССР.
В 1940 году Н. М. Архипов был направлен в командировку в Монгольскую Народную Республику. Там с 1940 по 1946 год он работал в должности главного ветеринарного врача МНР. В 1947 году Н. М. Архипов был назначен начальником Главного ветеринарного управления Министерства совхозов РСФСР. Позднее — в должности заместителя начальника Управления ветеринарии Министерства сельского хозяйства РСФСР. С 1959 года работал в аппарате Совета Министров РСФСР.
Занимался разработкой научных проблем ветеринарии. Работая в МНР, изучал организацию ветеринарного дела, разрабатывал меры борьбы с инфекционными заболеваниями (ящуром, инфекционной пневмонией коз и других). Внёс заметный вклад в развитие ветеринарной службы РСФСР. Занимался подготовкой ветеринарных кадров и внедрением передовых методов в ветеринарию.

## Награды и звания
- Заслуженный ветеринарный врач РСФСР (1966)[2]
- Сталинская премия третьей степени (1952) — за разработку метода изготовления вакцины против инфекционного воспаления лёгких у коз (в составе коллектива)[4]
- орден Трудового Красного Знамени[3]
- орден «Знак Почёта»[3]
- медаль «За победу над Японией»[1]